# قلعه‌کندی (کلیبر)
قلعه‌کندی (به ترکی آذربایجانی: قالا‌کندی) یکی از روستاهای استان آذربایجان شرقی است که در دهستان آبش‌احمد بخش آبش‌احمد شهرستان کلیبر واقع شده‌است.